# David Homoláč
David Homoláč (12 ottobre 1973) è un ex calciatore ceco, di ruolo difensore.